# Erikub
Erikub è una municipalità delle Isole Marshall. L'atollo, composto da 6 isolette, una superficie di 1,53 km² e una laguna interna di 230 km² non ha popolazione stabile.